# Tuchola
Tuchola (in tedesco Tuchel) è un comune urbano-rurale polacco del distretto di Tuchola, nel voivodato della Cuiavia-Pomerania.
Ricopre una superficie di 239,43 km² e nel 2007 contava 19999 abitanti.